# مسجد قبه
مسجد قبه (عربی: جامع القبة) یک مسجد کوچک تونسی است که در شهر تونس قدیم در پایتخت آن واقع شده و به قرن یازدهم میلادی بر‌می‌گردد.

## تاریخچه
براساس تابلویی که در خارج از مسجد گذاشته شده‌است این مسجد در قرن ۱۱ میلادی ساخته شده‌است. علت معروف بودن آن این است که محل فراگیری آموزش علامه ابن خلدون می‌باشد.
این مسجد یک اثر باستانی است که در ۲۶ نوامبر ۱۹۲۸ ساخته شده‌است.

## شرح
درب ورودی توسط یک گنبد نیمه کروی پر شده‌است. گنبد بر روی یک پایه شش ضلعی از نوع گنبدهای قبرستانها که مربوط به قرنهای دهم و یازدهم ساخته شده‌است. این مجموعه احتمالاً بزرگتر از سالن برگزاری نماز است. سالن نماز از داخل شامل سه صحن و دو قسمت اصلی است که آنرا دو ستون با پایه‌های بتونی از هم مجزا می‌کند. چهار قسمت منحنی نیز از این ستون‌ها شروع می‌شود.

## نگارخانه

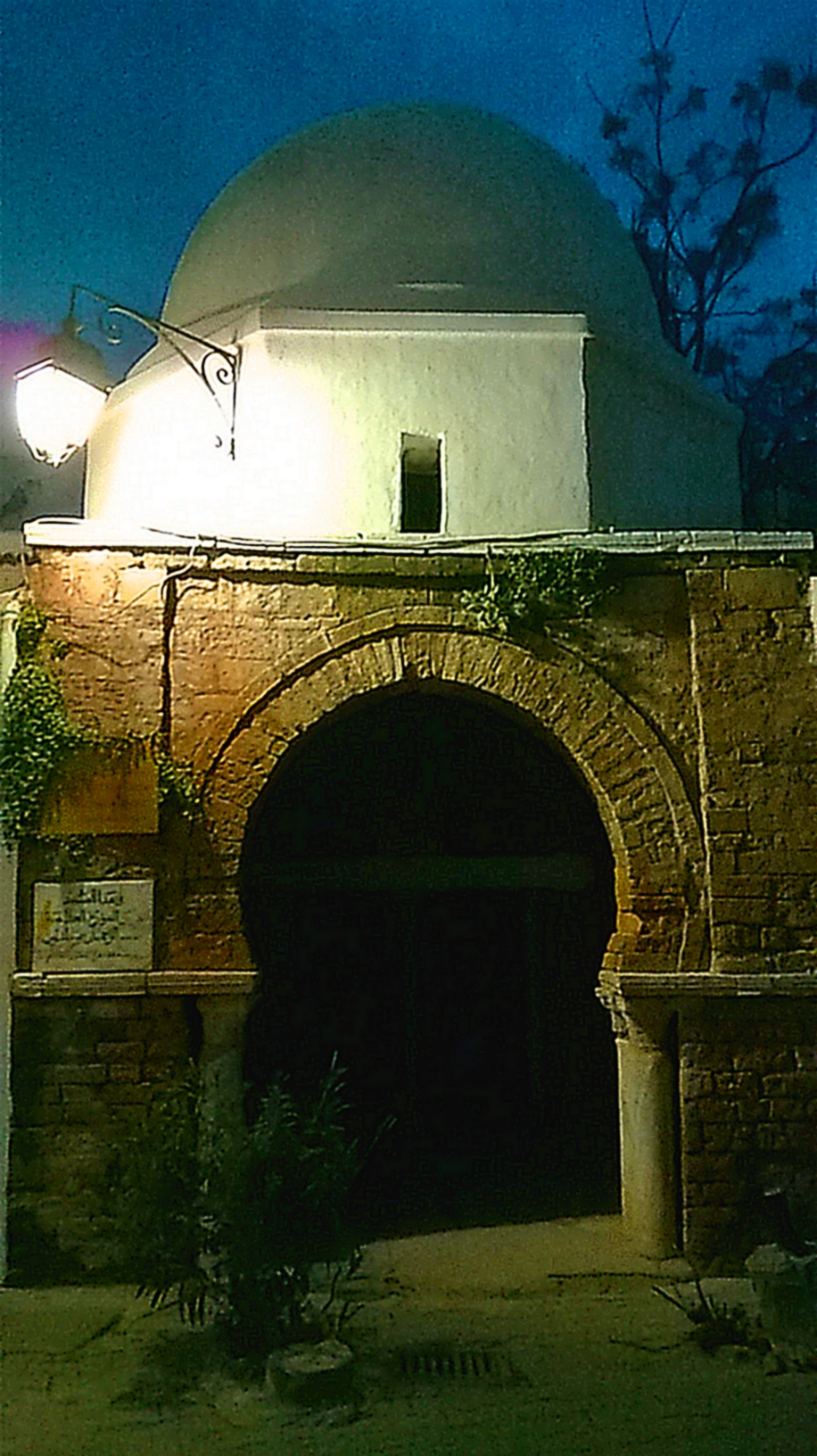
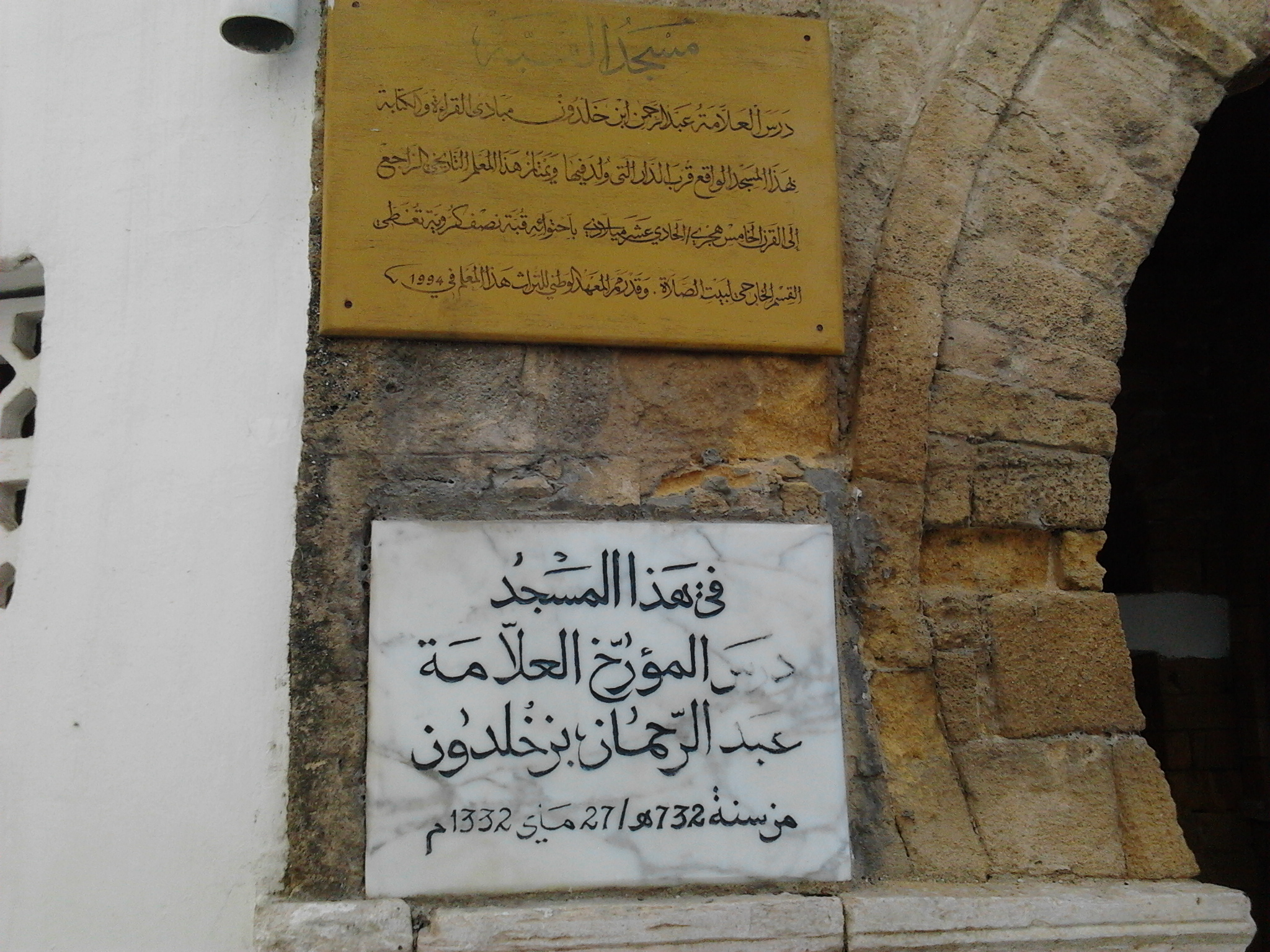